# Haus der Großen Gilde

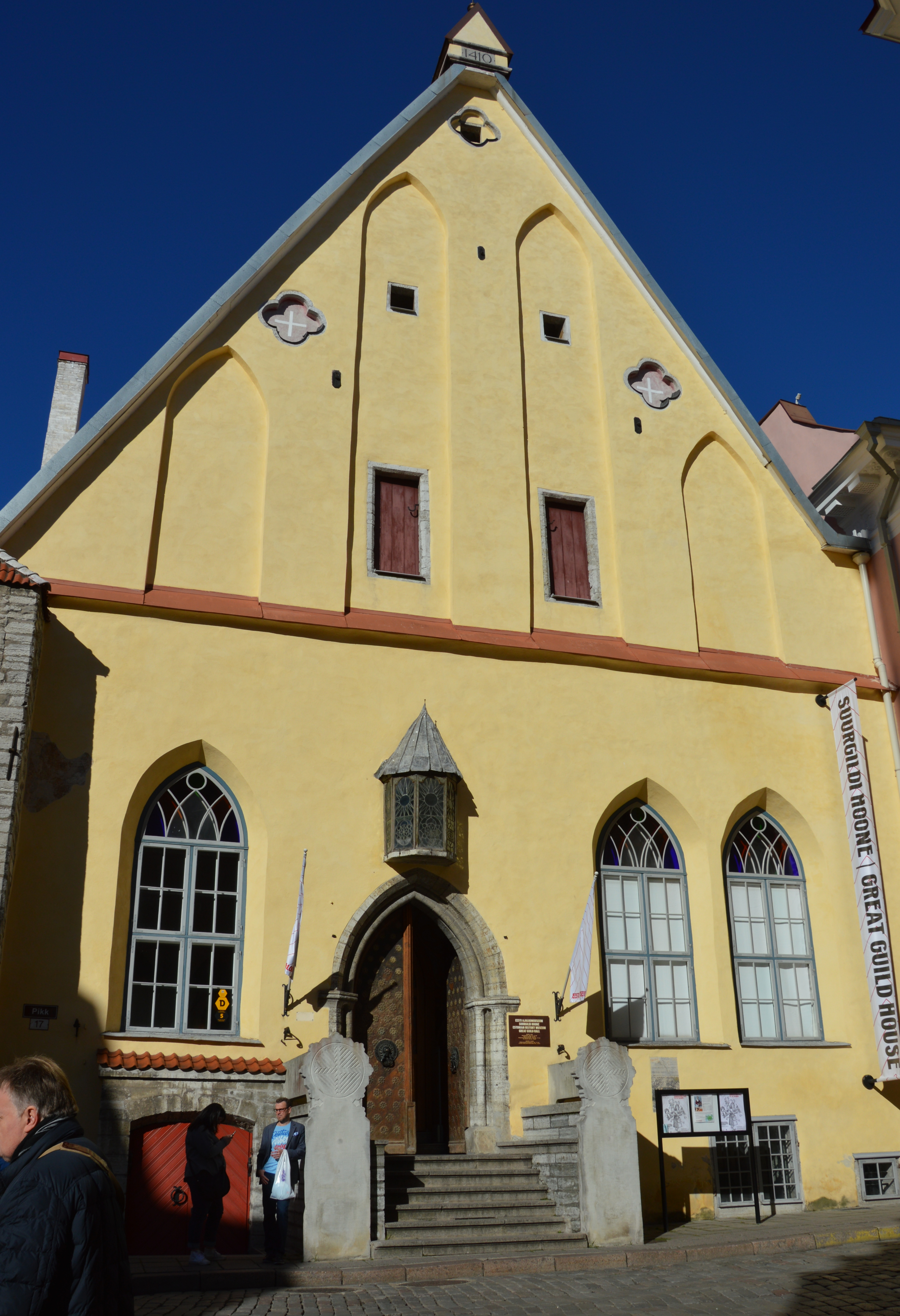
Haus der Großen Gilde

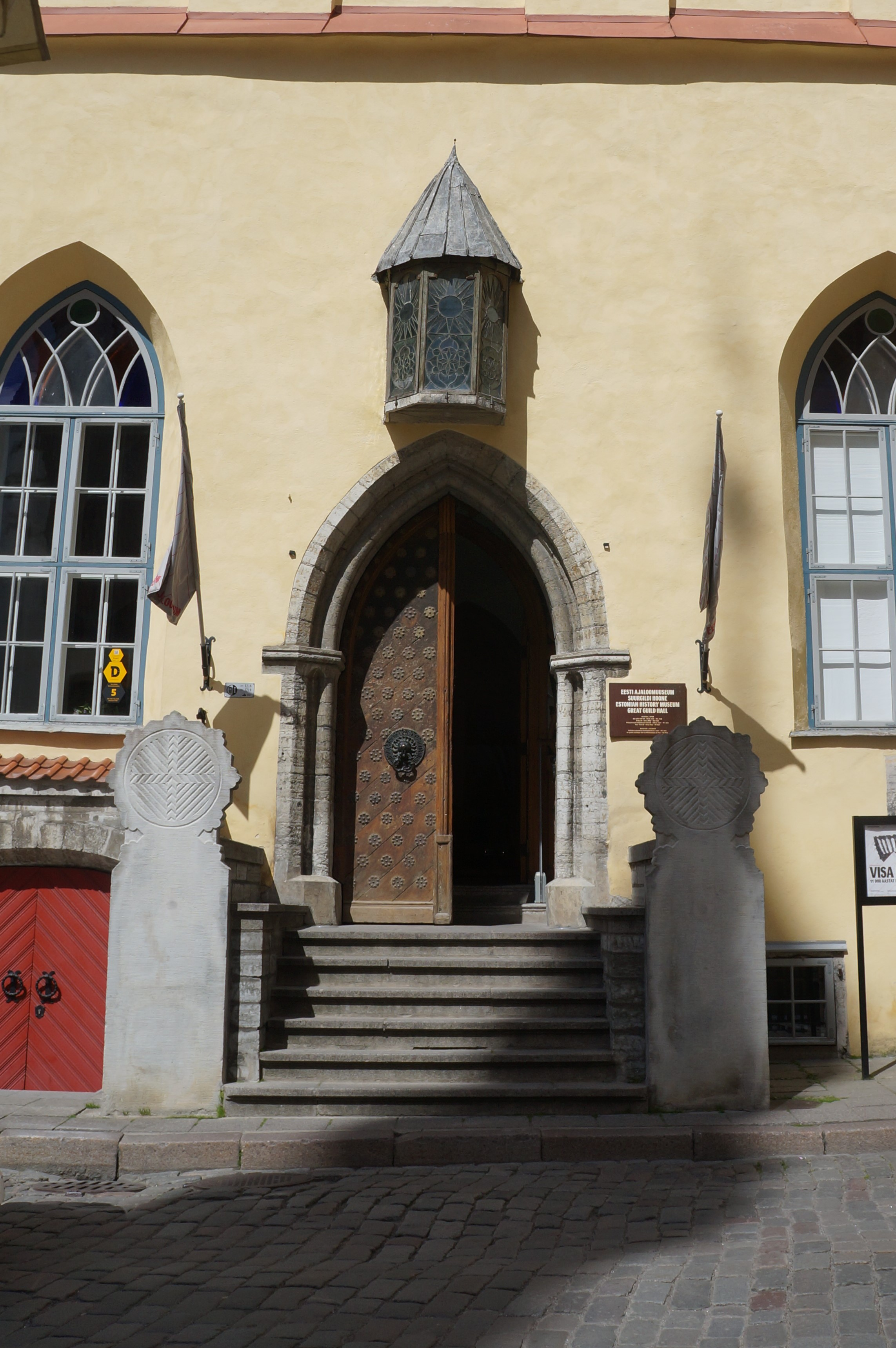
Eingang

Das Haus der Großen Gilde (estnisch Suurgildi hoone) ist ein historisches Gebäude in der estnischen Hauptstadt Tallinn (Reval). Im Haus ist auch ein Teil des Estnischen historischen Museums untergebracht.

## Lage
Das Haus befindet sich im Zentrum der Revaler Altstadt an der Adresse Langstraße (estnisch Pikk tänav) 17, unmittelbar gegenüber der Einmündung des Weckengangs (Saiakang).

## Architektur und Geschichte
Der spätgotische Bau wurde im Jahr 1410 von denselben Baumeistern errichtet, die auch das Revaler Rathaus gebaut hatten. Die schlichte Fassade des Gebäudes wird durch vertikal ausgerichtete Blindnischen gegliedert. Es diente als Gildehaus der sogenannten Großen Gilde, in der die besonders einflussreichen Fernkaufleute Revals zusammengeschlossen waren. Mitglieder der Gilde konnten nur verheiratete reiche Kaufleute oder Goldschmiede werden, die Eigentümer eines Hauses waren. Ratsherren und Bürgermeister Revals wurden zeitweise ausschließlich Mitglieder der Großen Gilde. Die Große Gilde bestand von 1325 bis 1920.
Im Gebäude wurden unterschiedlichste Veranstaltungen durchgeführt. So fanden hier religiöse Zeremonien, Konzerte, Theateraufführungen aber auch Feste und Trinkgelage statt. Bemerkenswert ist der im Inneren befindliche Hauptsaal mit seinen üppig verzierten Pfeilern.

## Persönlichkeiten
Als Ältermänner der Gilde fungierten unter anderem Christian Friedrich Hippius und Fabian Barward Hoeppener. Letzter Ältermann war Martin Christian Luther.